# Shafiuddin Titu
Shafiuddin Titu (ur. ?) – banglijski lekkoatleta, chodziarz.

## Rekordy życiowe
- Chód na 20 kilometrów – 1:30:40 (1996) rekord Bangladeszu[1][2]